# Wilhelm Haeger
Wilhelm Julius Haeger (* 1. September 1834 in Greifswald; † 2. März 1901 in Friedenau) war ein deutscher Architekt und preußischer Baubeamter.

## Leben und Werk

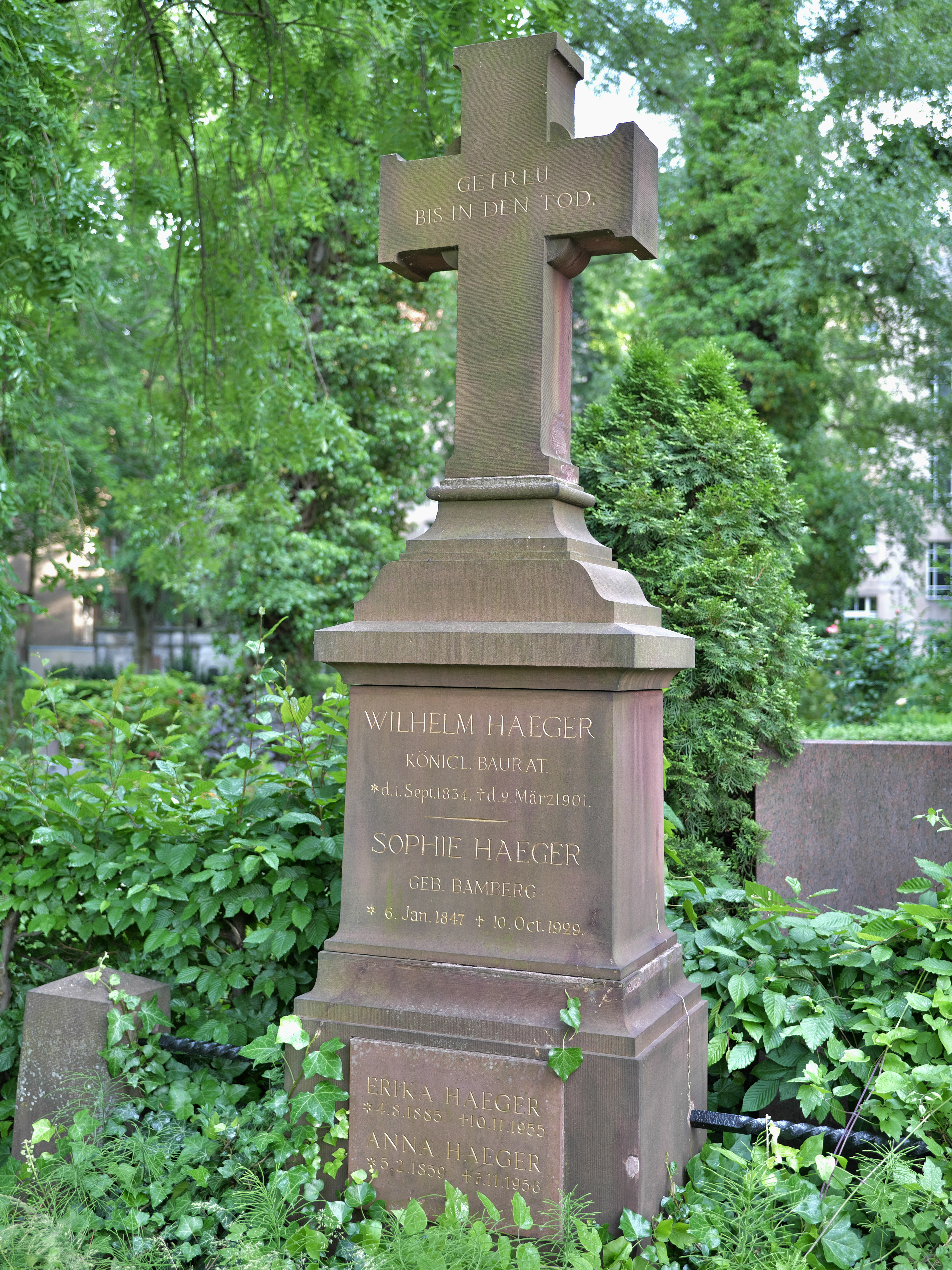
Grabstätte

Wilhelm Haeger studierte an der Bauakademie und der Universität (Kunstwissenschaft und Mathematik) in Berlin und bestand 1865 die Baumeisterprüfung. Nach einer Studienreise durch Italien war er als Baumeister, Landbaumeister und Bauinspektor (ab 1874) bei der Ministerial-Baukommission und beim Ministerium der öffentlichen Arbeiten tätig. 1883 wurde er technischer und ökonomischer Leiter des Reichstagsbaubüros. Im November 1885 wurde er Baurat. Er wirkte ausschließlich in Berlin.
Haeger war mit Sophie, geborene Bamberg, verheiratet. Zusammen hatten sie sechs Töchter und wohnten in der damals noch selbstständigen Landgemeinde  Friedenau (1920 nach Berlin eingemeindet). Außer ihrer ältesten Tochter, die den Haushalt führte, erlernten die anderen verschiedene Berufe. So als Erzieherin, Bildhauerin, Ärztin und Musikerin. Die Malerin Gustava Iselin-Haegar war eine weitere Tochter.
Sein Grab befindet sich in Berlin auf dem Friedhof Schöneberg III (Grablage 14/51) an der Stubenrauchstraße.

## Bauten
- 1867: Umbau des Palais Raczynski
- 1867–1869: Bauleitung beim Erweiterungsbau des Justizministeriums
- 1869–1872: Bauleitung Reichsbank (Entwurf von Friedrich Hitzig)
- 1874–1876: Erweiterung des Ministeriums der öffentlichen Arbeiten in der Voßstraße 35 (zusammen mit Friedrich Schulze nach Entwurf von Heinrich Herrmann)
- 1878/1879: Bauleitung bei der Erhöhung des Denkmals auf dem Kreuzberg (Entwurf Johann Heinrich Strack und Johann Wilhelm Schwedler)
- 1880–1882: Bauleitung Universitäts-Frauenklinik, Ziegelstraße 14/18 (zusammen mit Ditmar nach Entwurf von Gropius & Schmieden)[1]
- ab 1883: Mitwirkung am Reichstagsbau
- ab 1898: Bauleitung Reichstagspräsidentenpalais, Sommerstraße (Entwurf: Paul Wallot)